# Paraphlegopteryx schmidi
Paraphlegopteryx schmidi is een schietmot uit de familie Lepidostomatidae. De soort komt voor in het Oriëntaals gebied.